# Gerichtsbezirk Passeier
Der Gerichtsbezirk Passeier (auch Gerichtsbezirk Passeyr) war ein dem Bezirksgericht Passeier unterstehender Gerichtsbezirk in der Gefürsteten Grafschaft Tirol. Der Gerichtsbezirk umfasste das Passeier und gehörte zum Bezirk Meran. Nach dem Ersten Weltkrieg musste Österreich den gesamten Gerichtsbezirk an Italien abtreten.

## Geschichte
Der Gerichtsbezirk Passeier wurde durch eine 1849 beschlossene Kundmachung der Landes-Gerichts-Einführungs-Kommission geschaffen und umfasste ursprünglich die acht Gemeinden Moos und Stuls, Platt und Pfelders, Rabenstein, Ried, Schweinsteg, St. Leonhard, St. Martin und Walten.
Der Gerichtsbezirk Passeier bildete im Zuge der Trennung der politischen von der judikativen Verwaltung
ab 1868 gemeinsam mit den Gerichtsbezirken Meran, Glurns, Schlanders und Lana den Bezirk Meran,
wobei die Gerichtsbezirke Schlanders und Glurns ab dem 1. Oktober 1901 als eigenständiger Bezirk Schlanders abgespalten wurden.
Der Gerichtsbezirk wies 1869 eine Bevölkerung von 4.958 Personen auf.
1910 wurden für den Gerichtsbezirk 5.228 Personen ausgewiesen, von denen 5.127 Deutsch (98,1 %) und 78 Italienisch oder Ladinisch (1,5 %) als Umgangssprache angaben.
Durch die Grenzbestimmungen des am 10. September 1919 abgeschlossenen Vertrages von Saint-Germain wurde der Gerichtsbezirk Passeier zur Gänze Italien zugeschlagen.

## Gerichtssprengel
Der Gerichtssprengel umfasste 1910 die fünf Gemeinden Moos, Platt, Rabenstein, St. Leonhard und St. Martin.